# James Lord
James Lord (Englewood, 27 de novembro de 1922 — Paris, 23 de agosto de 2009) foi um escritor americano. 

## Biografia
Lord nasceu e cresceu em Englewood, Nova Jérsei, filho de Louise e Albert Lord. Seu pai trabalhava na bolsa de valores e até a Crise de 1929, como ele próprio colocou, "nos estratos mais baixos das classes mais altas".
Ele foi pela primeira vez à França com vinte e um anos, como membro do serviço de inteligência militar em 1944, durante a segunda guerra mundial. Em Dezembro do mesmo ano muda-se para Paris, onde conheceu muitos dos personagens principais do mundo europeu da arte moderna. Um retrato de Giacometti, publicado primeiramente em 1965, é considerado um clássico, e Giacometti: Uma biografia (1985) foi nomeada para o prêmio do National Book Critics Circle. Escreveu também um número vasto de volumes de memórias: Picasso e Dora (1995), Seis mulheres excepcionais (1994), Alguns homens notáveis (1996), e Um presente para a admiração (1998). No reconhecimento de sua contribuição à cultura francesa, foi feito oficial da Legião de Honra. 
Lord conheceu o escultor suíço Alberto Giacometti (1901-66) em 1952, quando se tinha superado seus trabalhos surrealistas que o fizeram inicialmente ganhar sua fama às figuras atenuadas que lhe concederam a qualidade de questionador da existência. Lord caracteriza exatamente o período desta transformação, e a avaliação da personalidade de Giacometti é notável em seus escritos, deixando claro nos mesmos também seu compromisso com a honestidade em sua arte.
Ele frequentou a Universidade Wesleyan, embora não tenha chegado a completar o curso. Também serviu no Exército dos Estados Unidos durante a II Guerra Mundial, mantendo cuidadosamente em segredo sua homossexualidade.
Lord morreu de ataque cardíaco em Paris, aos 86 anos de idade.